# Campeonato Sudamericano 1959 (Ecuador)
El Campeonato Sudamericano 1959 fue la XXVII edición del Campeonato Sudamericano de Selecciones de fútbol masculino, actual Copa América. Se realizó en Ecuador del 5 al 25 de diciembre de 1959. Ocho meses antes se había realizado el torneo en Argentina, sin embargo, la Confederación Sudamericana de Fútbol autorizó la disputa de este Sudamericano. Ecuador fue sede por segunda vez en su historia. Brasil fue representado por la Selección de Pernambuco. A este certamen se le dio carácter de extraordinario.
Uruguay obtuvo su décimo título continental, mientras que el defensor uruguayo Alcides Silveira fue nombrado el mejor jugador del torneo y el argentino José Sanfilippo fue el goleador con seis tantos convertidos.

## Organización

### Sede
El recién inaugurado Estadio Modelo de Guayaquil fue sede del torneo.
| Guayaquil         |
| ----------------- |
| Estadio Modelo    |
| Capacidad: 42 000 |
|                   |

### Sistema de disputa
Se disputó mediante sistema de todos contra todos a una rueda. Dos (2) puntos otorgados por una victoria, un (1) punto por empate, y cero (0) por derrota.

### Árbitros
- José Luis Praddaude.
- José Gomes Sobrinho.
- Carlos Ceballos.
- Esteban Marino.

## Equipos participantes
Participaron cinco de las diez asociaciones afiliadas a la Confederación Sudamericana de Fútbol en esa época.
| Equipos participantes | Equipos participantes | Equipos participantes |
| --------------------- | --------------------- | --------------------- |
| Argentina             | Brasil                | Ecuador               |
| Paraguay              | Uruguay               |                       |

## Resultados

### Posiciones
| Selección | Pts. | PJ | PG | PE | PP | GF | GC | Dif. |
| --------- | ---- | -- | -- | -- | -- | -- | -- | ---- |
| Uruguay   | 7    | 4  | 3  | 1  | 0  | 13 | 1  | +12  |
| Argentina | 5    | 4  | 2  | 1  | 1  | 9  | 9  | 0    |
| Brasil    | 4    | 4  | 2  | 0  | 2  | 7  | 10 | –3   |
| Ecuador   | 3    | 4  | 1  | 1  | 2  | 5  | 9  | –4   |
| Paraguay  | 1    | 4  | 0  | 1  | 3  | 6  | 11 | –5   |

### Partidos
| 5 de diciembre de 1959 | Brasil              | 3:2 (2:1) | Paraguay              | Estadio Modelo, Guayaquil                                             |                                                                       |
|                        | Paulo 29', 39', 60' |           | 80' (pen.) Parodi 40' | Asistencia: 35 000 espectadores Árbitro(s): Carlos Ceballos (Ecuador) | Asistencia: 35 000 espectadores Árbitro(s): Carlos Ceballos (Ecuador) |

| 6 de diciembre de 1959                                    | Ecuador | 0:4 (0:2) | Uruguay                                                     | Estadio Modelo, Guayaquil                                                   |                                                                             |
|                                                           |         |           | 1' (pen.) Silveira · 28' Escalada · 46' Bergara · 52' Pérez | Asistencia: 55 000 espectadores Árbitro(s): José Luis Praddaude (Argentina) | Asistencia: 55 000 espectadores Árbitro(s): José Luis Praddaude (Argentina) |
| Suspendido a los 80 minutos por incidentes en el público. |         |           |                                                             |                                                                             |                                                                             |

| 9 de diciembre de 1959 | Argentina                                    | 4:2 (1:1) | Paraguay                 | Estadio Modelo, Guayaquil                                            |                                                                      |
|                        | Sanfilippo 8', 57', 89' (pen.) · Pizzuti 81' |           | 30' Insfrán · 90' Cabral | Asistencia: 15 000 espectadores Árbitro(s): Esteban Marino (Uruguay) | Asistencia: 15 000 espectadores Árbitro(s): Esteban Marino (Uruguay) |

| 12 de diciembre de 1959 | Uruguay                                | 3:0 (0:0) | Brasil | Estadio Modelo, Guayaquil                                                   |                                                                             |
|                         | Escalada 49' · Bergara 67' · Sasía 75' |           |        | Asistencia: 55 000 espectadores Árbitro(s): José Luis Praddaude (Argentina) | Asistencia: 55 000 espectadores Árbitro(s): José Luis Praddaude (Argentina) |

| 12 de diciembre de 1959 | Ecuador   | 1:1 (1:0) | Argentina | Estadio Modelo, Guayaquil                                                |                                                                          |
|                         | Raffo 20' |           | 62' Sosa  | Asistencia: 55 000 espectadores Árbitro(s): José Gomes Sobrinho (Brasil) | Asistencia: 55 000 espectadores Árbitro(s): José Gomes Sobrinho (Brasil) |

| 16 de diciembre de 1959 | Uruguay                                                       | 5:0 (3:0) | Argentina | Estadio Modelo, Guayaquil                                                |                                                                          |
|                         | Silveira 9' (pen.), 55' (pen.) · Bergara 15', 64' · Sasía 25' |           |           | Asistencia: 50 000 espectadores Árbitro(s): José Gomes Sobrinho (Brasil) | Asistencia: 50 000 espectadores Árbitro(s): José Gomes Sobrinho (Brasil) |

| 19 de diciembre de 1959 | Ecuador   | 1:3 (1:3) | Brasil                                    | Estadio Modelo, Guayaquil                                            |                                                                      |
|                         | Raffo 12' |           | 23' Paulo · 42' Geraldo · 45' Zé de Mello | Asistencia: 55 000 espectadores Árbitro(s): Esteban Marino (Uruguay) | Asistencia: 55 000 espectadores Árbitro(s): Esteban Marino (Uruguay) |

| 22 de diciembre de 1959 | Argentina                            | 4:1 (2:0) | Brasil      | Estadio Modelo, Guayaquil                                            |                                                                      |
|                         | García 2' · Sanfilippo 26', 89', 90' |           | 64' Geraldo | Asistencia: 42 000 espectadores Árbitro(s): Esteban Marino (Uruguay) | Asistencia: 42 000 espectadores Árbitro(s): Esteban Marino (Uruguay) |

| 22 de diciembre de 1959 | Uruguay   | 1:1 (0:1) | Paraguay   | Estadio Modelo, Guayaquil                                                   |                                                                             |
|                         | Sasía 88' |           | 32' Parodi | Asistencia: 45 000 espectadores Árbitro(s): José Luis Praddaude (Argentina) | Asistencia: 45 000 espectadores Árbitro(s): José Luis Praddaude (Argentina) |

| 25 de diciembre de 1959 | Ecuador                                 | 3:1 (0:1) | Paraguay         | Estadio Modelo, Guayaquil                                                |                                                                          |
|                         | Spencer 52' · Balseca 60' · Cañarte 89' |           | 11' (a.g.) Gómez | Asistencia: 55 000 espectadores Árbitro(s): José Gomes Sobrinho (Brasil) | Asistencia: 55 000 espectadores Árbitro(s): José Gomes Sobrinho (Brasil) |

|                             |
| Bandera de Uruguay          |
| Campeón Uruguay 10.º título |

### Goleadores

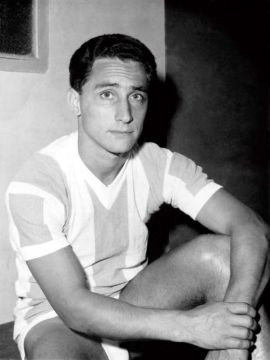
José Sanfilippo fue el goleador del torneo.

6 goles
- José Sanfilippo

4 goles
- Mario Bergara
- Paulo Pisaneschi

3 goles
- Silvio Parodi
- Alcides Silveira
- José Sasía

2 goles
- Geraldo José da Silva
- Carlos Alberto Raffo
- Guillermo Escalada

1 gol
- Juan José Pizzuti
- Omar Higinio García
- Rubén Héctor Sosa
- Zé de Mello
- Alberto Spencer
- Climaco Cañarte
- José Vicente Balseca
- Eligio Insfrán
- Pedro Antonio Cabral
- Domingo Pérez

Autogol
- Rómulo Gómez (ante Paraguay)

### Mejor jugador del torneo
- Alcides Silveira.[2]